# Courrensan
 Courrensan  là một xã thuộc tỉnh Gers trong vùng Occitanie tây nam nước Pháp. Xã này có độ cao trung bình 145 mét trên mực nước biển.
Sông Auzoue tạo thành một phần ranh giới phía nam thị trấn, sau đó chảy theo hướng bắc tây bắc qua giữa thị trấn.